# Pieter Aertsen

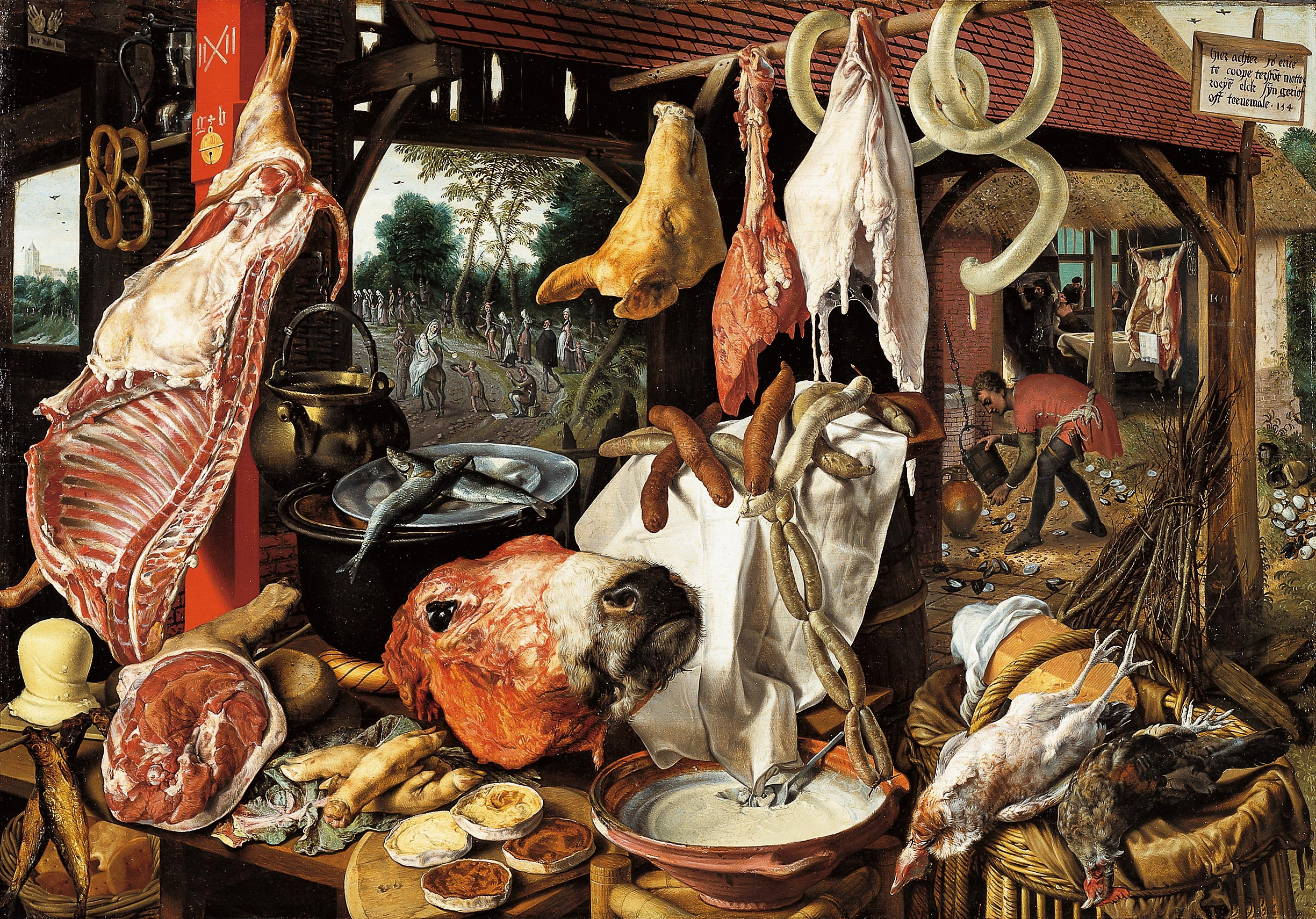
Bodegón con la Huida a Egipto, cuadro de Aertsen en la Universidad de Upsala (Suecia).

Pieter Aertsen (Ámsterdam, 1508-1575) fue un pintor neerlandés activo entre  Ámsterdam y Amberes. Conocido por su altura como Lange Pier (Pedrito el largo), se especializó en composiciones de bodegones que influyeron en el joven Diego Velázquez.

## Biografía y obra
Junto con su sobrino Joachim Beuckelaer, fue uno de los primeros pintores de bodegones o naturalezas muertas, aunque también tocó otros temas como las escenas religiosas, si bien muchas se destruyeron en las revueltas que asolaron los Países Bajos en 1566. 
Su primera producción fueron pinturas religiosas, donde la acción se ambientaba en la actualidad, en línea con las recomendaciones de la Contrarreforma religiosa, que defendía la presentación de los relatos bíblicos con sencillez para aproximarlos a la mentalidad popular. Así, no se intentaba recrear la estética de la época de Cristo, sino que se vestía y enmarcaba a los personajes a la moda del momento. Caravaggio proseguiría este criterio.
En sus pinturas fue ganando protagonismo un elemento hasta entonces considerado secundario: los accesorios que ayudaban a ambientar los espacios, como mobiliario, enseres cotidianos, y especialmente comestibles, animales y vajillas de cerámica y metal. Su habilidad técnica le permitió plasmar estos objetos con asombrosa fidelidad, y a medida que alcanzaba el éxito comercial, Aertsen insistió en dicha faceta. Para ello, eligió temas bíblicos y cultos que propiciasen la inclusión del bodegón, y fue desplazando el argumento a un plano secundario, destinando el protagonismo a los objetos en primer término. De esta forma, Aertsen dignificó el bodegón como especialidad artística, hasta entonces considerado propio de pintores imitativos sin inventiva. 

### Influencia en Europa
Los «bodegones a lo divino» de Aertsen influyeron de manera determinante a varios centros artísticos europeos, ya que además de sus cuadros, se exportaron abundantes copias e imitaciones, así como versiones en grabado debidas a Jacob Matham y otros artistas.
Algunas pinturas y estampas relativas a Aertsen llegaron a Sevilla (Asunción de la Virgen, Museo de Bellas Artes de Sevilla) por comerciantes flamencos, influyendo a pintores locales como el joven Diego Velázquez. Obras de la etapa sevillana de Velázquez como La sirvienta negra (Galería Nacional de Irlanda), Vieja friendo huevos (Edimburgo, Galería Nacional de Escocia) y Cristo en casa de Marta y María (National Gallery de Londres) dependen claramente del magisterio de Aertsen, a quien también se considera el precursor de Pieter Brueghel el Viejo y que también influyó a maestros italianos como el joven Annibale Carracci y Bernardo Strozzi.

## Galería de obras

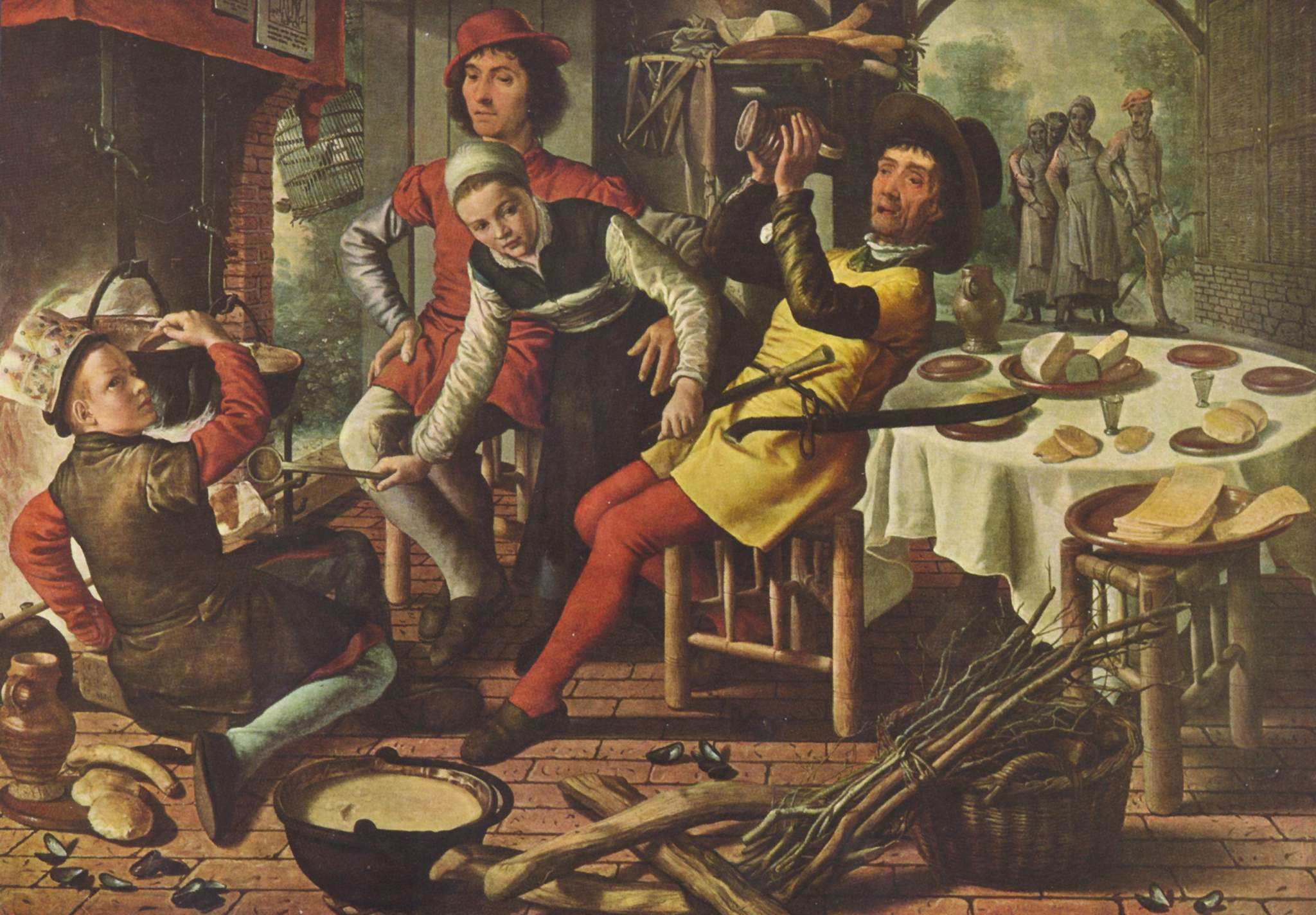
Escena de posada, Museo Mayer van den Bergh, Amberes
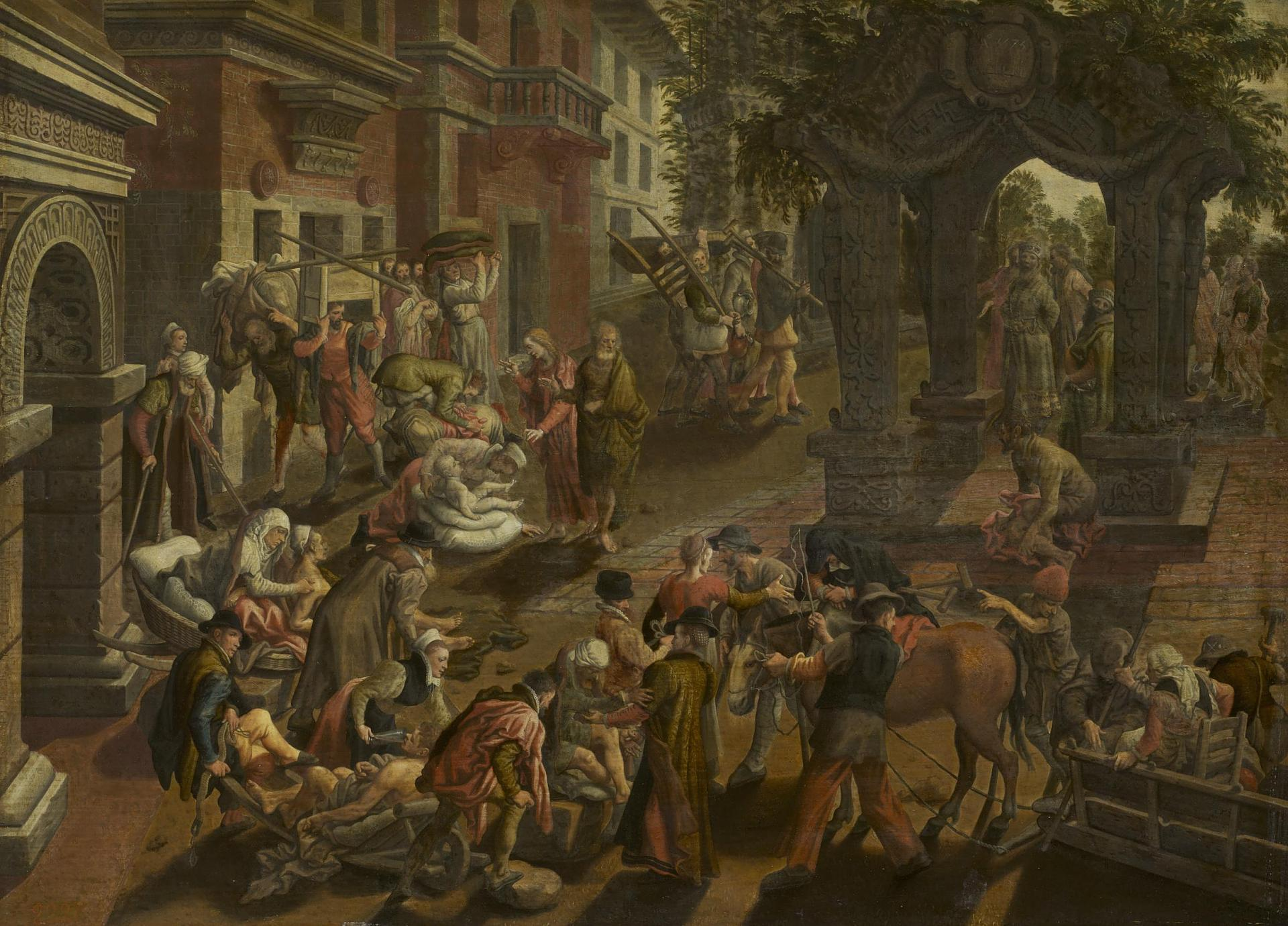
Los apóstoles Pedro y Juan predicando, Ermitage de San Petersburgo
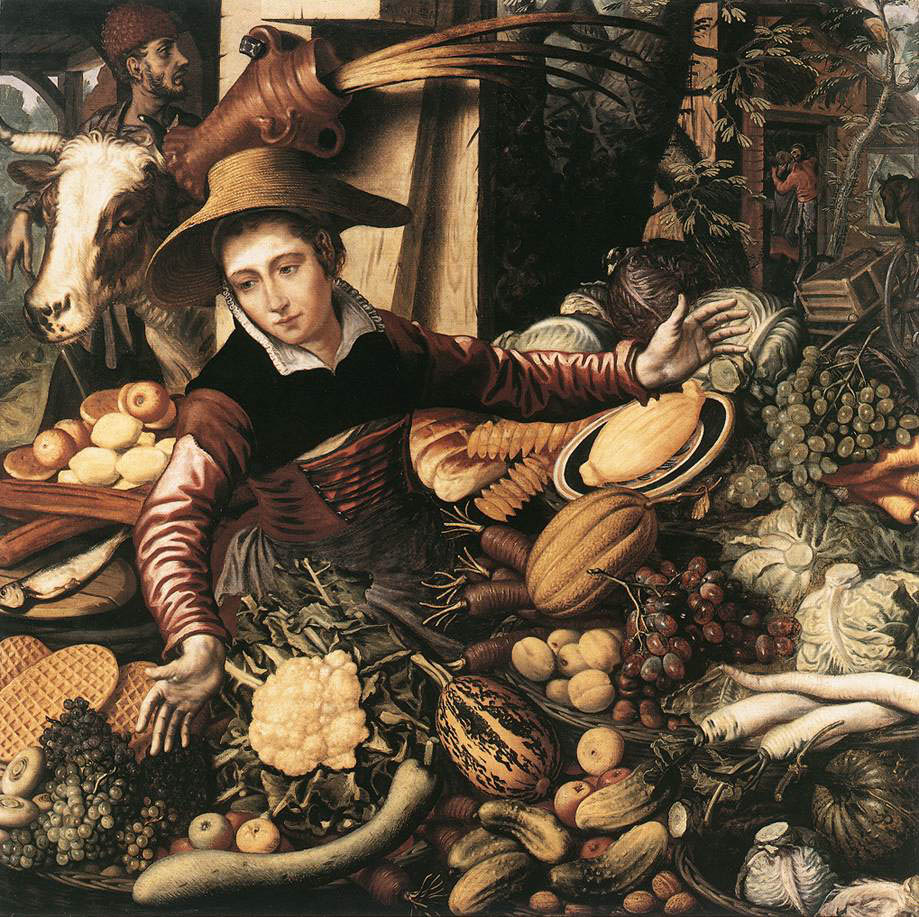
Puesto de mercado con hortalizas, Staatliche Museen de Berlín

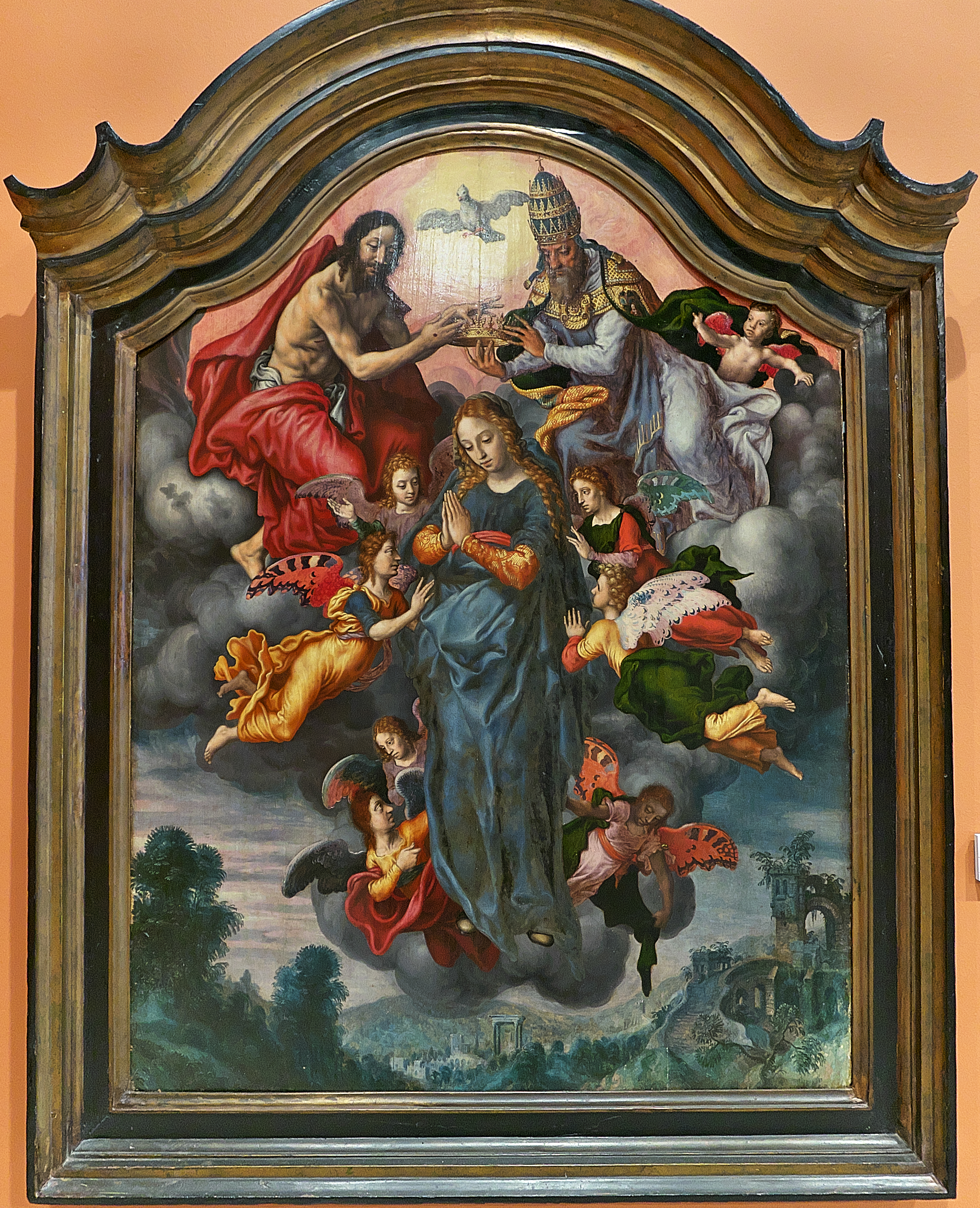
Coronación de la Virgen (1560). Museo de Bellas Artes de Sevilla
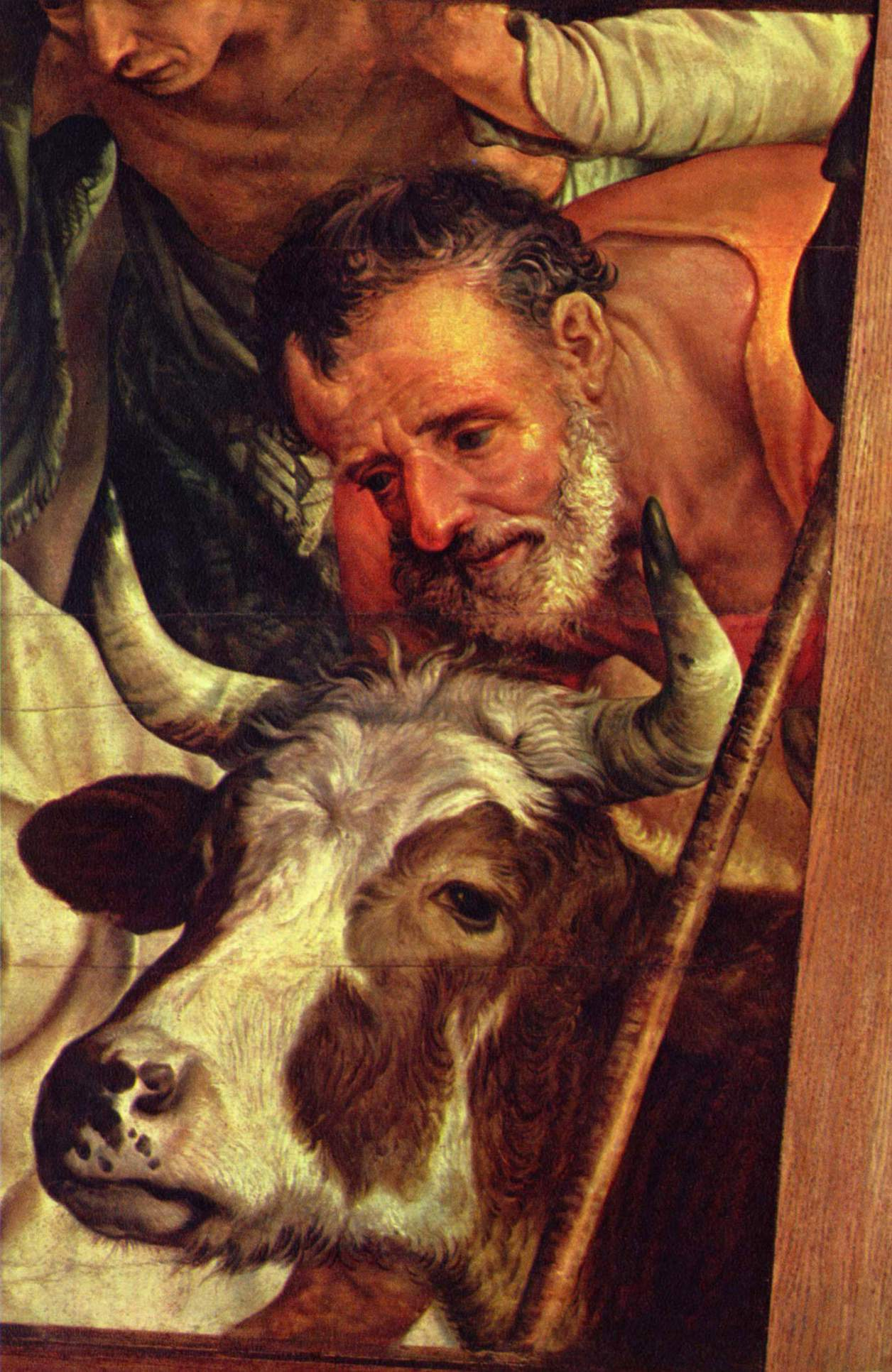
Adoración de los pastores (detalle), Rijksmuseum de Ámsterdam
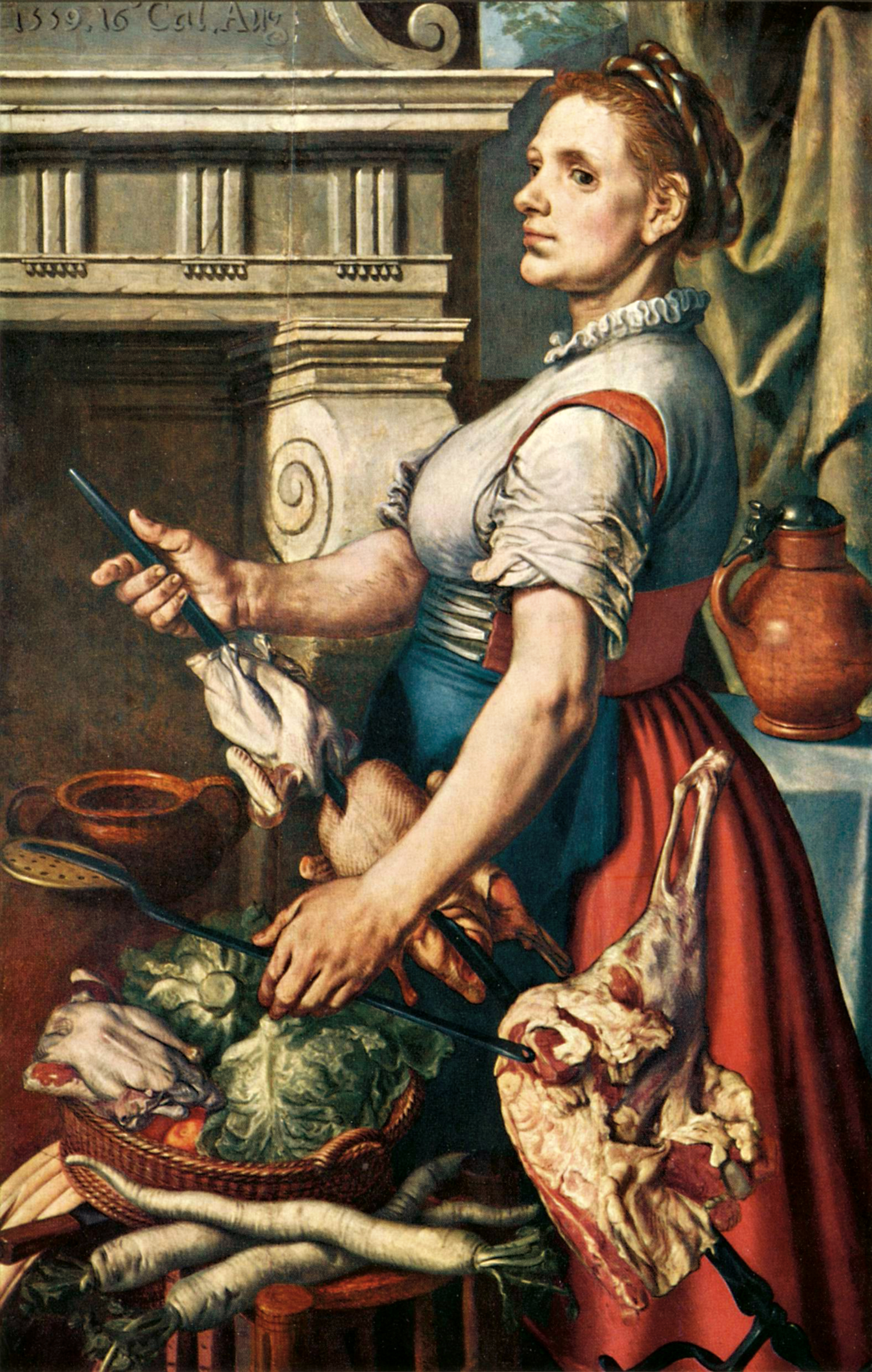
La cocinera, 1559, óleo sobre tabla, 127,5 cm x 82 cm, Museos Reales de Bellas Artes, Bruselas
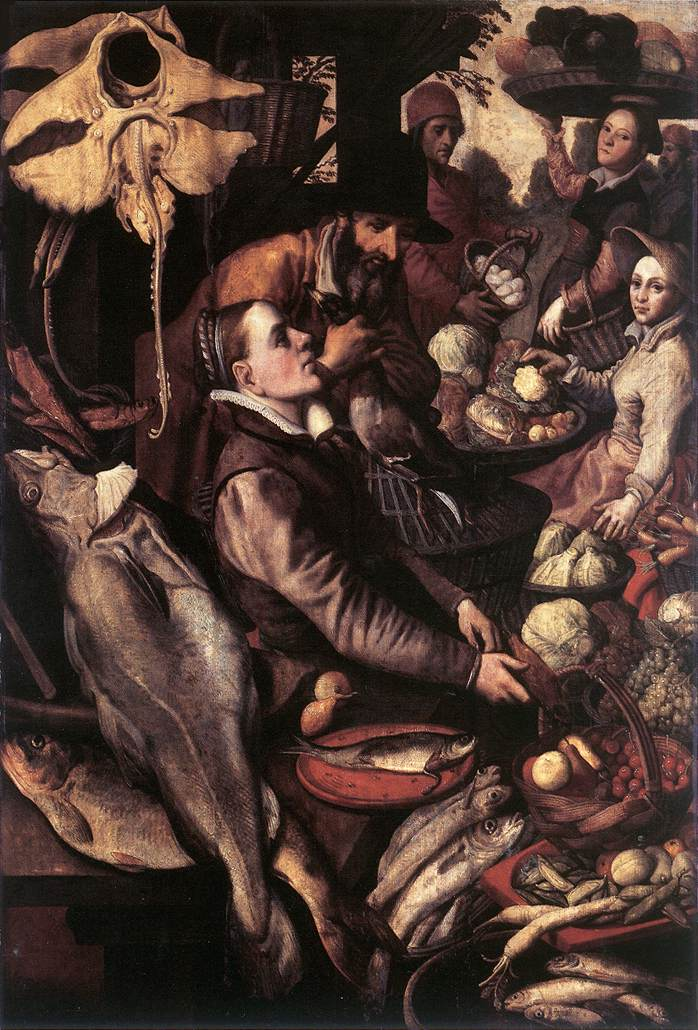
Escena de mercado
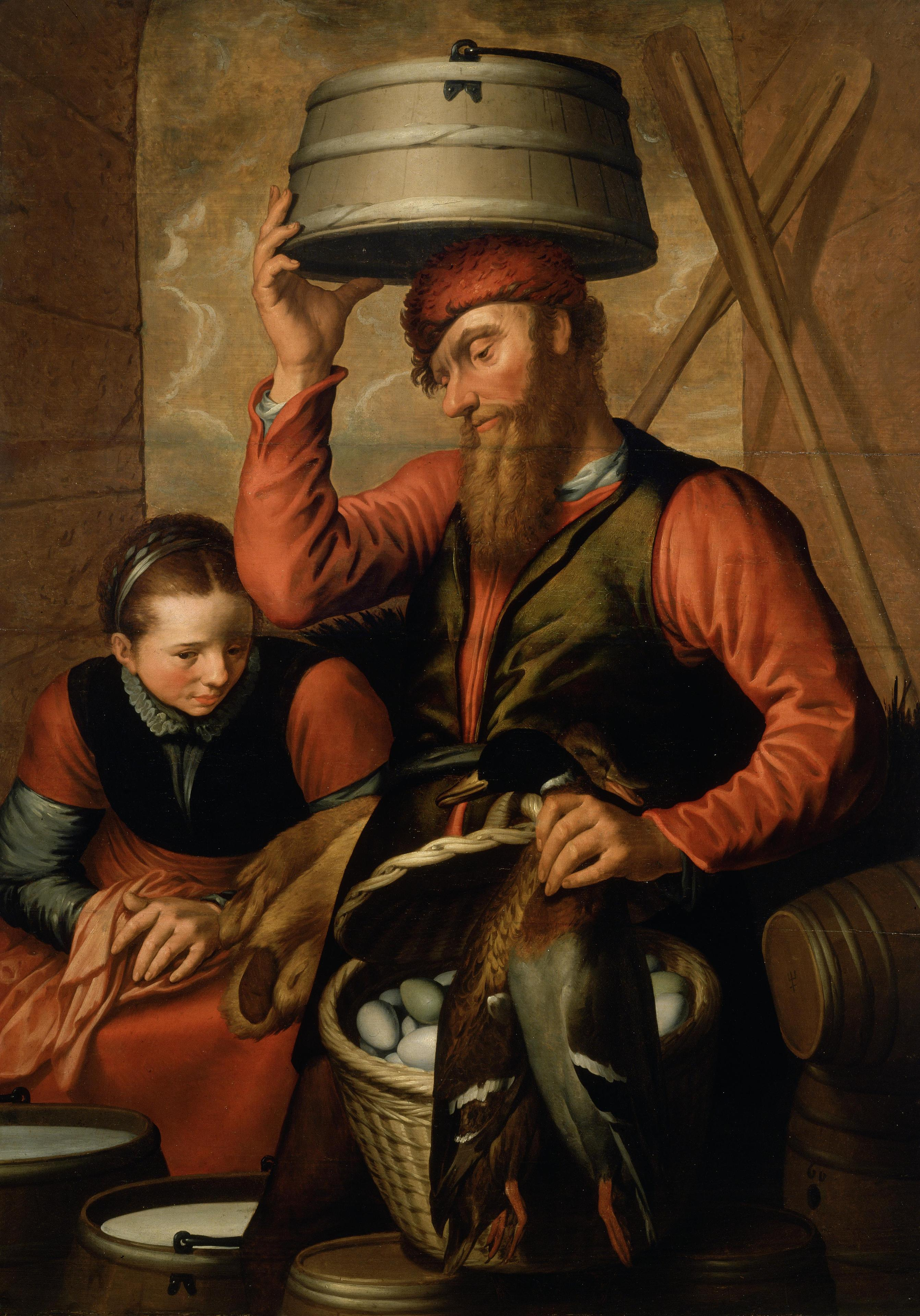
Granjeros con patos y huevos, Ermitage de San Petersburgo

## Fuente
« Pieter Aertsen », dans Charles Weiss, Biographie universelle, ou Dictionnaire historique contenant la nécrologie des hommes célèbres de tous les pays, 1841